# Томар
Томар (порт. Tomar) је значајан град у Португалији, смештен у њеном средишњем делу. Град је друго по важности насеље у саставу округа Сантарем, где чини једну од општина.

## Географија
Град Томар се налази у средишњем делу Португалије. Од главног града Лисабона град је удаљен 140 km североисточно, а од Портоа град 245 јужно. 
Рељеф: Томар у долини реке Набао, на приближно 75 m надморске висине. Око града се пружа заталасано подручје, које је плодно и густо насељено.
Клима: Клима у Томару је средоземна.
Воде: Томар лежи на речици Набао, притоци реке Зазере. Река дели град на западни, стари, и источни, нови део.

## Историја
Подручје Томара насељено још у време праисторије. Савремено насеље подигли су витезови Темплари у 12. веку. Град је добио градска права 1844. године.

## Становништво
По последњих проценама из 2008. г. општина Томар има око 42 хиљаде становника, од чега око 28 хиљада живи на градском подручју. Општина је густо насељена.

## Партнерски градови
- Венсен

## Галерија
- Темпларски замак
- Богородичина црква
- Пешачка улица
- Градска кућа